# Ochlerotatus communis
Ochlerotatus communis is een muggensoort uit de familie van de steekmuggen (Culicidae). De wetenschappelijke naam van de soort is voor het eerst geldig gepubliceerd in 1776 door de Geer.